# Maria Amélia Canossa
Maria Amélia Canossa (Porto, 19 de outubro de 1933 – Mafra, 25 de janeiro de 2022) foi uma cantora portuguesa.
Nasceu no Porto em 1933 e foi a responsável por dar voz ao Hino e à marcha do FC Porto em 31 de março de 1952.